# Bokermannohyla itapoty
A Bokermannohyla itapoty a kétéltűek (Amphibia) osztályának békák (Anura) rendjébe és a levelibéka-félék (Hylidae) családjába tartozó faj.

## Előfordulása
A faj Brazília endemikus faja. Természetes élőhelye a szubtrópusi vagy trópusi nedves hegyvidéki rétek, sziklás területek. Elsősorban a víz közeli napos helyeket kedveli. Éjjel aktív. Napnyugtakor kezd hangosan brekegni és ezt egész éjjel folytatja. A hímek territoriálisak.
Különféle fejlődési stádiumban lévő ebihalak az év minden szakában megtalálhatók. Az ebihalak a nap legmelegebb szakaszától éjszakáig aktívak.